# 小行星8828
小行星8828是一颗围绕太阳公转的小行星。1988年9月10日，亨利·德波鸿诺在拉西拉天文台发现了此天体。
这颗小行星的绝对星等为207.1175387802789等。